# Malachi Kirby
Pour les articles homonymes, voir Kirby.
Malachi Kirby, né le 20 septembre 1989 à Wandsworth, est un acteur britannique connu pour ses rôles dans EastEnders et Doctor Who.
En 2016, il incarne le rôle principal de Kunta Kinte dans la nouvelle version de Racines (Roots),. La même année, l'acteur décroche le rôle principal de l'épisode Tuer sans état d'âme de la série d'anthologie Black Mirror réalisé par Jakob Verbruggen.

## Filmographie

### Cinéma
- 2014 : En terrain miné (Kajaki: The True Story) de Paul Katis : Snoop
- 2016 : Fallen : Les Damnés (Fallen) de Scott Hicks : Roland Sparks
- 2021 : The Chef (Boiling Point) de Philip Barantini : Tony
- 2023 : Scandaleusement vôtre (Wicked Little Letters) de Thea Sharrock : Bill

### Télévision
| Année | Titre        | Rôle         | Notes                     |
| ----- | ------------ | ------------ | ------------------------- |
| 2014  | EastEnders   | Wayne Ladlow |                           |
| 2015  | Doctor Who   | Gastron      | Épisode : Montée en enfer |
| 2016  | Racines      | Kunta Kinte  |                           |
| 2016  | Black Mirror |              | Épisode TV                |